# Pterartoriola
Pterartoriola es un género de arañas araneomorfas de la familia Lycosidae. Se encuentra en Sudáfrica e Indonesia.

## Lista de especies
Según The World Spider Catalog 12.0:
- Pterartoriola caldaria (Purcell, 1903)
- Pterartoriola lativittata (Purcell, 1903)
- Pterartoriola lompobattangi (Merian, 1911)
- Pterartoriola sagae (Purcell, 1903)
- Pterartoriola subcrucifera (Purcell, 1903)